# Pietro Ruta
Pietro Willy Ruta (Gravedona, 6 de agosto de 1987) es un deportista italiano que compite en remo.
Participó en tres Juegos Olímpicos de Verano, obteniendo una medalla de bronce en Tokio 2020, en la prueba de doble scull ligero, el séptimo lugar en Londres 2012 (doble scull ligero), y el cuarto en Río de Janeiro 2016 (cuatro sin timonel ligero).
Ganó seis medallas en el Campeonato Mundial de Remo entre los años 2011 y 2023, y siete medallas en el Campeonato Europeo de Remo entre los años 2010 y 2022.

## Palmarés internacional
| Juegos Olímpicos   | Juegos Olímpicos            | Juegos Olímpicos  | Juegos Olímpicos        |
| Año                | Lugar                       | Medalla           | Prueba                  |
| ------------------ | --------------------------- | ----------------- | ----------------------- |
| 2020               | Tokio (Japón)               | Medalla de bronce | Doble scull ligero      |
| Campeonato Mundial |                             |                   |                         |
| Año                | Lugar                       | Medalla           | Prueba                  |
| 2011               | Bled (Eslovenia)            | Medalla de plata  | Scull individual ligero |
| 2017               | Sarasota (Estados Unidos)   | Medalla de plata  | Doble scull ligero      |
| 2018               | Plovdiv (Bulgaria)          | Medalla de plata  | Doble scull ligero      |
| 2019               | Ottensheim (Austria)        | Medalla de plata  | Doble scull ligero      |
| 2022               | Račice (República Checa)    | Medalla de plata  | Doble scull ligero      |
| 2023               | Belgrado (Serbia)           | Medalla de oro    | Cuatro scull ligero     |
| Campeonato Europeo |                             |                   |                         |
| Año                | Lugar                       | Medalla           | Prueba                  |
| 2010               | Montemor-o-Velho (Portugal) | Medalla de oro    | Cuatro scull ligero     |
| 2017               | Račice (República Checa)    | Medalla de bronce | Doble scull ligero      |
| 2018               | Glasgow (Reino Unido)       | Medalla de bronce | Doble scull ligero      |
| 2019               | Lucerna (Suiza)             | Medalla de plata  | Doble scull ligero      |
| 2020               | Poznań (Polonia)            | Medalla de oro    | Doble scull ligero      |
| 2021               | Varese (Italia)             | Medalla de bronce | Doble scull ligero      |
| 2022               | Múnich (Alemania)           | Medalla de plata  | Doble scull ligero      |